# باتشيللا (بلدة)
باتشيللا بلدة في جنوب شرق السودان. وهي إحدى عدة بلدات تابعة لولاية جونقلي
في عام 2004 انتشرت أخبار عن لاجئين من الأنواك يصلون إلى باتشيللا هربا من جنوب غرب إثيوبيا نتيجة للاشتباكات العنيفة بين «ساكني المرتفعات» وهم من الإثيوبيين ذوي الأصل من خارج جامبلا والأنواك الذين ظهروا في جامبلا وما حولها بعد مقتل ثمانية من مبعوثي الحكومة المسؤولين عن مخيمات الإغاثة في 13 ديسمبر من العام الأسبق.

## المواصلات
يخدم المدينة في مواصلاتها مطار باتشيللا.
1. ↑  "Relief Bulletin", 16 January 2004, UN-OCHA (accessed 27 February 2009)نسخة محفوظة 24 سبتمبر 2015 على موقع واي باك مشين.نسخة محفوظة 24 سبتمبر 2015 على موقع واي باك مشين.